# Municipio de Union (condado de Wright)
El municipio de Union (en inglés: Union Township) es un municipio ubicado en el condado de Wright en el estado estadounidense de Misuri. En el año 2010 tenía una población de 1231 habitantes y una densidad poblacional de 5,84 personas por km².

## Geografía
El municipio de Union se encuentra ubicado en las coordenadas 37°24′53″N 92°36′41″O / 37.41472, -92.61139. Según la Oficina del Censo de los Estados Unidos, el municipio tiene una superficie total de 210.83 km², de la cual 210,7 km² corresponden a tierra firme y (0,06 %) 0,13 km² es agua.

## Demografía
Según el censo de 2010, había 1231 personas residiendo en el municipio de Union. La densidad de población era de 5,84 hab./km². De los 1231 habitantes, el municipio de Union estaba compuesto por el 98,38 % blancos, el 0,08 % eran afroamericanos, el 0,32 % eran amerindios, el 0,41 % eran de otras razas y el 0,81 % eran de una mezcla de razas. Del total de la población el 1,22 % eran hispanos o latinos de cualquier raza.